# Kowary Górne
Kowary Górne – zamknięty przystanek osobowy, zlokalizowany w Kowarach w powiecie karkonoskim w województwie dolnośląskim. Przystanek Kowary Górne został oddany do użytku 5 czerwca 1905 roku i nosił nazwę Ober Schmiedeberg. Po wojnie nosił nazwę Kuźnick Górny i Kowary Górne. 5 marca 1986 roku stacja została zamknięta.